# Стивенс, Арт
Артур (Арт) Стивенс (англ. Arthur "Art" Stevens, 1 мая 1915 — 22 мая 2007) — аниматор и режиссёр студии Walt Disney Productions.

## Карьера
Артур Стивенс был аниматором в Walt Disney Productions во времена Золотого века американской анимации. Он начал свою карьеру в качестве посредника в 1940 году для мультфильма «Фантазия».
После работы не указанного в титрах посредником для нескольких мультфильмов, включая «Дамбо» (1941), «Бэмби» (1942), «Золушку» (1950) и «Алису в Стране чудес» (1951), Стивенс был впервые указан в титрах в 1953 году в качестве аниматора персонажей для «Питера Пэна».
Он также был аниматором персонажей в «101 далматинце» (1961), «Мече в камне» (1963), «Книге джунглей» (1967) и «Робине Гуде» (1973).
В 1977 году Стивенс сделал свой режиссёрский дебют в мультфильме «Спасатели», в котором он также был аниматором персонажей.
Затем он был сопродюсером и режиссёром «Лиса и пса» (1981) и внёс свой вклад в написание первоначального сценария «Чёрного котла» (1985).
Стивенс ушёл в отставку в 1983 году, проработав в анимационной студии Disney 43 года.

## Личная жизнь
Артур Стивенс родился 1 мая 1915 года в Рое, штат Монтана. Он прожил со своей женой Пенни 68 лет, у них было двое сыновей — Крейг и Кент.
22 мая 2007 года Стивенс умер от сердечного приступа в Студио-Сити (штат Калифорния).

## Фильмография

### Полнометражные фильмы
| Год  | Фильм                               | Работа   | Работа    | Работа     | Работа     | Работа    | Работа             |
| Год  | Фильм                               | Режиссёр | Сценарист | Продюсер   | Аниматор   | Посредник | Заметки            |
| ---- | ----------------------------------- | -------- | --------- | ---------- | ---------- | --------- | ------------------ |
| 1940 | Фантазия                            | Нет      | Нет       | Нет        | Нет        | Да        | в титрах не указан |
| 1941 | Несговорчивый дракон                | Нет      | Нет       | Нет        | Нет        | Да        | в титрах не указан |
| 1941 | Дамбо                               | Нет      | Нет       | Нет        | Нет        | Да        | в титрах не указан |
| 1942 | Бэмби                               | Нет      | Нет       | Нет        | Нет        | Да        | в титрах не указан |
| 1944 | Три кабальеро                       | Нет      | Нет       | Нет        | Нет        | Да        | в титрах не указан |
| 1946 | Сыграй мою музыку                   | Нет      | Нет       | Нет        | Нет        | Да        | в титрах не указан |
| 1946 | Песня Юга                           | Нет      | Нет       | Нет        | Нет        | Да        | в титрах не указан |
| 1947 | Весёлые и беззаботные               | Нет      | Нет       | Нет        | Нет        | Да        | в титрах не указан |
| 1948 | Время мелодий                       | Нет      | Нет       | Нет        | Нет        | Да        | в титрах не указан |
| 1948 | Так дорого моему сердцу             | Нет      | Нет       | Нет        | Нет        | Да        | в титрах не указан |
| 1949 | Приключения Икабода и мистера Тоада | Нет      | Нет       | Нет        | Нет        | Да        | в титрах не указан |
| 1950 | Золушка                             | Нет      | Нет       | Нет        | Нет        | Да        | в титрах не указан |
| 1951 | Алиса в Стране чудес                | Нет      | Нет       | Нет        | Нет        | Да        | в титрах не указан |
| 1953 | Питер Пэн                           | Нет      | Нет       | Нет        | Персонажей | Нет       |                    |
| 1961 | 101 далматинец                      | Нет      | Нет       | Нет        | Персонажей | Нет       |                    |
| 1963 | Меч в камне                         | Нет      | Нет       | Нет        | Персонажей | Нет       | в титрах не указан |
| 1964 | Мэри Поппинс                        | Нет      | Нет       | Нет        | Да         | Нет       | в титрах не указан |
| 1967 | Книга джунглей                      | Нет      | Нет       | Нет        | Персонажей | Нет       | в титрах не указан |
| 1971 | Набалдашник и метла                 | Нет      | Нет       | Нет        | Да         | Нет       |                    |
| 1973 | Робин Гуд                           | Нет      | Нет       | Нет        | Персонажей | Нет       |                    |
| 1977 | Приключения Винни                   | Нет      | Нет       | Нет        | Да         | Нет       |                    |
| 1977 | Спасатели                           | Да       | Нет       | Нет        | Персонажей | Нет       |                    |
| 1981 | Лис и пёс                           | Да       | Нет       | Сопродюсер | Нет        | Нет       |                    |
| 1985 | Чёрный котёл                        | Нет      | Сюжет     | Нет        | Нет        | Нет       |                    |